# 竹內美宥
竹內美宥（日语：／ Takeuchi Miyu，1996年1月12日—）是日本女藝人、YouTuber，為女子偶像團體AKB48前成員，東京都出身。2019年5月6日自AKB48畢業。

## 經歷

### 加入AKB48前
2004年
- 8月11日、little by little「雨上がりの急な坂道」的PV在藝能界出道。

2007年
- 12月、日本電視台的試聽節目『歌スタ!!』，與少女時尚雜誌『ピチレモン』（学研パブリッシング）的連動女性偶像「ピチレモンユニット」企劃。竹内的選考曲是PRINCESS PRINCESS的「Diamonds」，審査員的DJ UTO給竹內獲得合格，成為組合選抜成員。竹内與同様是選抜的安倍川緑、福留仁菜、吉田萌美組成「裏ピチモ・組合」，被賦予了出道的機會。

2008年
- 2月、『歌スタ!!』，「裏ピチモ・ユニット」在最終甄選合格。結果成為本命的「ピチレモンユニット」不合格，在「敗者復活」出道。
- 4月、組合名「水果」決定。
- 7月、1st.單曲「恋のセゾン」出道。

2009年
- 4月、伊克斯皮兒莉サカタのタネ舉辦主要的活動疏遠。
- 7月、「水果」活動停止發表。解散後成員各自活動。

### 加入AKB48
2009年
- 9月20日、『AKB48第六回研究生（9期生）試鏡會』合格。

2010年
- 7月10日、研究生組合「迷你裙」發表。
- 7月18日、出道曲「迷你裙的妖精」披露。
- 12月8日、『AKB48劇場5周年特別記念公演』中，與同期的大場美奈、島崎遥香、島田晴香、永尾瑪利亞、中村麻里子、森杏奈、山内鈴蘭發表昇格為正規成員。而且，昇格後成為正規成員最年少的成員。

2011年
- 3月、中学畢業，4月開始在都内的高中讀書。
- 6月6日、TOKYO DOME CITY HALL舉行的『「見逃した君たちへ」〜AKB48グループ全公演〜』，向日葵组 1st Stage「我的太阳」公演中發表新成立的Team 4[3]。

2012年
- 3月24日、演唱會『業務連絡。拜託了，片山部長！ in埼玉超級競技場』的第2日公演，發表岩田華怜等4名研究生昇格，變得不是正規成員最年少。
- 3月25日、演唱會『業務連絡。拜託了，片山部長！ in埼玉超級競技場』的第3日公演發表移籍到Blenden[4][5]。
- 5月2日-14日、『AKB48神TV』的企劃攝影写真作品，在第86回国展写真部入選，與同入選的入山杏奈在国立新美術館展示作品[6]。
- 5月23日發售的第26張單曲「仲夏的Sounds good!」中初次進入標題曲選抜成員。
- 8月24日，於東京巨蛋舉辦「AKB48 in TOKYO DOME ～1830m的夢想～」的第一天組閣中，宣佈初代Team 4解散，所屬新隊伍為Team B。[7]

2013年
- 10月、考取慶應大學環境情報學部。[8][9]

2014年
- 2月24日、於「AKB48集團大組閣祭」中宣布留任Team B[10]。

### 参加《PRODUCE 48》、自AKB48毕业、前往韩国发展
2018年
- 5月 - 8月，以練習生的身分參加南韓Mnet生存選拔實境節目《PRODUCE 48》[11][12]。最終名次为第17位，未能在节目中以12人女團出道。
- 9月4日、在网络直播中宣布從AKB48畢業。[13][14]
- 9月24日、公布其成為组合第54张單曲「NO WAY MAN」的選抜成員，是繼组合第29张單曲「永遠的压力」後，相隔六年再次成為選抜成員。
- 12月25日、于AKB48剧场举办畢業公演。

2019年
- 3月8日，宣布和韩国经纪公司Mystic Story签约，将会在韩国當練習生。[15]
- 5月6日，结束在AKB48的活动，正式自组合毕业[16]。
- 10月17日，尹鍾信於IG表示將會於10月23日（韓國時間）晚間6點公開與竹內美宥合作的新曲《My Type》。

2021年
- 5月3日，在個人Instagram、Twitter宣布已與公司Mystic Story解除專屬合約。[17]

## 人物
- 母親是前劇團四季的竹内そのか[18]。
- 『なかよし』（講談社）的専屬模特兒。
- 2歳開始學習鋼琴，3歳至中学2年生學習古典芭蕾[19]。
- 目標成員藝能人松隆子[20]。
- 喜歡的食物是拉麵，討厭的食物是豆類、白菜、胡蘿蔔、茄子等[20]。
- 興趣是化妝品[19]。
- 在AKBINGO!中表示喜歡前田敦子，後來在Twitter上fans問她有沒有follow前田敦子，美宥表示喜歡前田敦子(前田さん大好きです)
- 根據2013年5月21日 AKBINGO!中表演其擁有絕對音高感的能力。

## AKB48參加歌曲演出

### 單曲CD選抜曲
|      | 發行日期       | 專輯名稱           | 參與歌曲名稱           | 名義               | 收錄於         | MV | 備註                       |
| ---- | -------------- | ------------------ | ---------------------- | ------------------ | -------------- | -- | -------------------------- |
| 16th | 2010年5月26日  | 馬尾與髮圈         | 我的YELL               | Theater Girls      | 通常盤A 劇場盤 | ★  |                            |
| 19th | 2010年12月8日  | 機會的順序         | 水果‧雪                | Team 研究生        | 劇場盤         |    | 初次担任Center             |
| 20th | 2011年2月16日  | 變成櫻花樹         | 黃金中央人物           | Team 研究生        | 劇場盤         |    | Center                     |
| 21st | 2011年5月25日  | Everyday、髮箍     | 人的力量               | Under Girls        | Type-B         | ★  |                            |
| 21st | 2011年5月25日  | Everyday、髮箍     | Anti                   | Team 研究生        | 劇場盤         |    |                            |
| 23rd | 2011年10月26日 | 風正在吹           | Vamos                  | Under Girls 薔薇組 | Type-A         | ★  | 与中塚智实共同担任Center   |
| 23rd | 2011年10月26日 | 風正在吹           | 蓓蕾                   | Team 4+研究生      | 劇場盤         |    |                            |
| 24th | 2011年12月7日  | 崇尚麻里子         | 跑吧！企鵝             | Team 4             | 劇場盤         | ★  |                            |
| 25th | 2012年2月15日  | GIVE ME FIVE!      | 榮格和佛洛伊德的情況   | Special Girls C    | 劇場盤         |    |                            |
| 26th | 2012年5月23日  | 仲夏的Sounds good! | 仲夏的Sounds good!     |                    | 全版本         | ★  | A面曲 首次进入选拔         |
| 27th | 2012年8月29日  | 格子花紋           | 那一天的風鈴           | Waiting Girls      | 劇場盤         |    |                            |
| 28th | 2012年10月31日 | UZA                | 下一個Season           | Under Girls        | 全版本         | ★  |                            |
| 28th | 2012年10月31日 | UZA                | 不是正義使者的英雄     | Team B             | Type-B         | ★  |                            |
| 29th | 2012年12月5日  | 永遠的壓力         | 永遠的壓力             |                    | 全版本         | ★  | A面曲                      |
| 30th | 2013年2月20日  | So long!           | 怎麼會在那裡踩到狗屎？ | 梅田Team B         | Type-B         | ★  |                            |
| 31st | 2013年5月22日  | 再見自由式         | 浪漫手槍               | Team B             | Type-B         | ★  |                            |
| 33rd | 2013年10月30日 | 真心電流           | Tiny T-shirt           | Team B             | Type-B         | ★  |                            |
| 35th | 2014年2月26日  | 勇往直前           | 秘密日記               | Baby Elephants     | Type-B         | ★  |                            |
| 36th | 2014年5月21日  | 拉布拉多獵犬       | B花園                  | Team B             | Type-B         | ★  |                            |
| 38th | 2014年11月26日 | 希望無限           | 寂寞俱樂部             | Team B             | Type-C         | ★  |                            |
| 42nd | 2015年12月9日  | 紅唇Be My Baby     | 金色翅膀的人啊         | Team B             | Type-C         | ★  |                            |
| 44th | 2016年6月1日   | 不需要翅膀         | 一談戀愛就變傻         | Team B             | Type-A         | ★  |                            |
| 46th | 2016年11月16日 | High Tension       | Better                 |                    | Type-B         | ★  |                            |
| 52nd | 2018年5月30日  | Teacher Teacher    | 新鐘聲                 | Team B             | Type-C         | ★  |                            |
| 54th | 2018年11月28日 | NO WAY MAN         | NO WAY MAN             |                    | 全版本         | ★  | A面曲 相隔六年再次成為選抜 |

### 專輯CD選抜曲
|     | 發行日期       | 專輯名稱                     | 參與歌曲名稱      | 名義                    | 備註 |
| --- | -------------- | ---------------------------- | ----------------- | ----------------------- | ---- |
| 4th | 2011年6月8日   | 就是在這裡                   | High school days  | Team 研究生             |      |
| 4th | 2011年6月8日   | 就是在這裡                   | 就是在這裡        | AKB48+SKE48+SDN48+NMB48 |      |
| 5th | 2012年8月15日  | 1830m                        | 戀愛總選舉        | YM7                     |      |
| 5th | 2012年8月15日  | 1830m                        | 直角Sunshine      | Team 4                  |      |
| 5th | 2012年8月15日  | 1830m                        | 藍天 不會寂寞嗎？ | AKB48+SKE48+NMB48+HKT48 |      |
| 6th | 2014年1月22日  | 未來軌跡                     | 破爛藍調          |                         |      |
| 6th | 2014年1月22日  | 未來軌跡                     | 悲傷的近距離戀愛  | Team B                  |      |
| 7th | 2015年1月21日  | 這裡是羅德斯島、在這裡跳吧！ | To go             | Team B                  |      |
| 8th | 2015年11月18日 | 0與1之間                     | 愛樂成癮          | Team B                  |      |

### 劇場公演分組曲
研究生「劇場的女神」公演
1. 残念少女

Team研究生 Stage「恋愛禁止条例」公演
1. 黑色天使

Team研究生 Stage「劇場的女神」公演
1. 你好 我的初戀

TeamB 5th Stage「劇場的女神」公演
1. 永尾瑪莉亞（前座Girl）
2. 你好 我的初戀※

※渡邊麻友的Under
TeamA 6th Stage「目擊者」公演
※高橋みなみ的全員曲Under
1. 迷你裙的妖精（前座Girl）

TeamK 6th Stage「RESET」公演
1. 檸檬の年頃（前座Girl）
2. 心端的沙發※

※大島優子的Under
Team4 1st Stage「我的太阳」公演
1. 暮蟬之戀

## 演出

### 電視劇
- 馬路須加學園 最終話（2010年3月26日、東京電視台） - 飾 馬路須加女学園學生
- 馬路須加學園2 第8話 - 最終話（2011年6月3日 - 7月1日、東京電視台） - 飾 ミユ
- 馬路須加學園3 第4話 - 最終話（2012年8月10日－10月5日、東京電視台） - 飾 ミユ

### 電視節目
- 有吉AKB共和国（2010年3月29日 - 不定期、TBS）
- 週刊AKB（2010年4月16日 - 不定期、東京電視台）
- AKBINGO!（2010年6月2日 - 不定期、日本電視台）
- AKB48神TV（家庭劇場（日语：ファミリー劇場））
  - 特別節目〜尋找澳大利亞的秘寶!〜（2011年11月6日）
  - 特別節目〜歡迎加入!持續奔走沖繩的冬天〜（2011年12月25日）
  - Season8（2012年1月22日・29日）
  - Season9（2012年4月22日・29日・5月6日・13日）
- AKB48短劇「微妙〜」（2011年10月13日・20日・11月10日・24日、ひかりTV）

### 演唱會
- AKB48 AX 2010（2010年1月21日、SHIBUYA-AX）

### 電視動畫
- AKB0048（第7話 - ） - 飾 柳川葉月

### 電影
- 死にぞこないの青（日语：死にぞこないの青）（2008年）
- 好夏Zerφ4 もしもし星 （页面存档备份，存于）（2008年、アトリー） - 主演

### 廣告
- なかよし（講談社）

### PV
- little by little（日语：little by little）『雨上がりの急な坂道』（2004年8月11日）

### 現場演出
- MCU（日语：MCU (ラッパー)）

### 活動
- 東京おもちゃショー2010（2010年7月18日、東京ビッグサイト）

## 書籍

### 雜誌
- なかよし（講談社）

### 日曆
- 竹内美宥 2012年日曆（2011年11月19日、ハゴロモ）

## 外部連結
- AKB48個人介紹頁（日語）
- OH ENTERPRISE個人介紹頁（日語）
- 竹內美宥的X（前Twitter）（日語）
- 竹內美宥的Instagram帳戶（日語）
- YouTube上的MiyuTube頻道（日語）
- 竹內美宥在755的頁面（日語）
- 竹内美宥官方部落格「Snow☆Fairy☆Miyu」（2007年11月 - 2009年5月1日）（日語）